# 18 Dywizjon Artylerii Ciężkiej (1939)

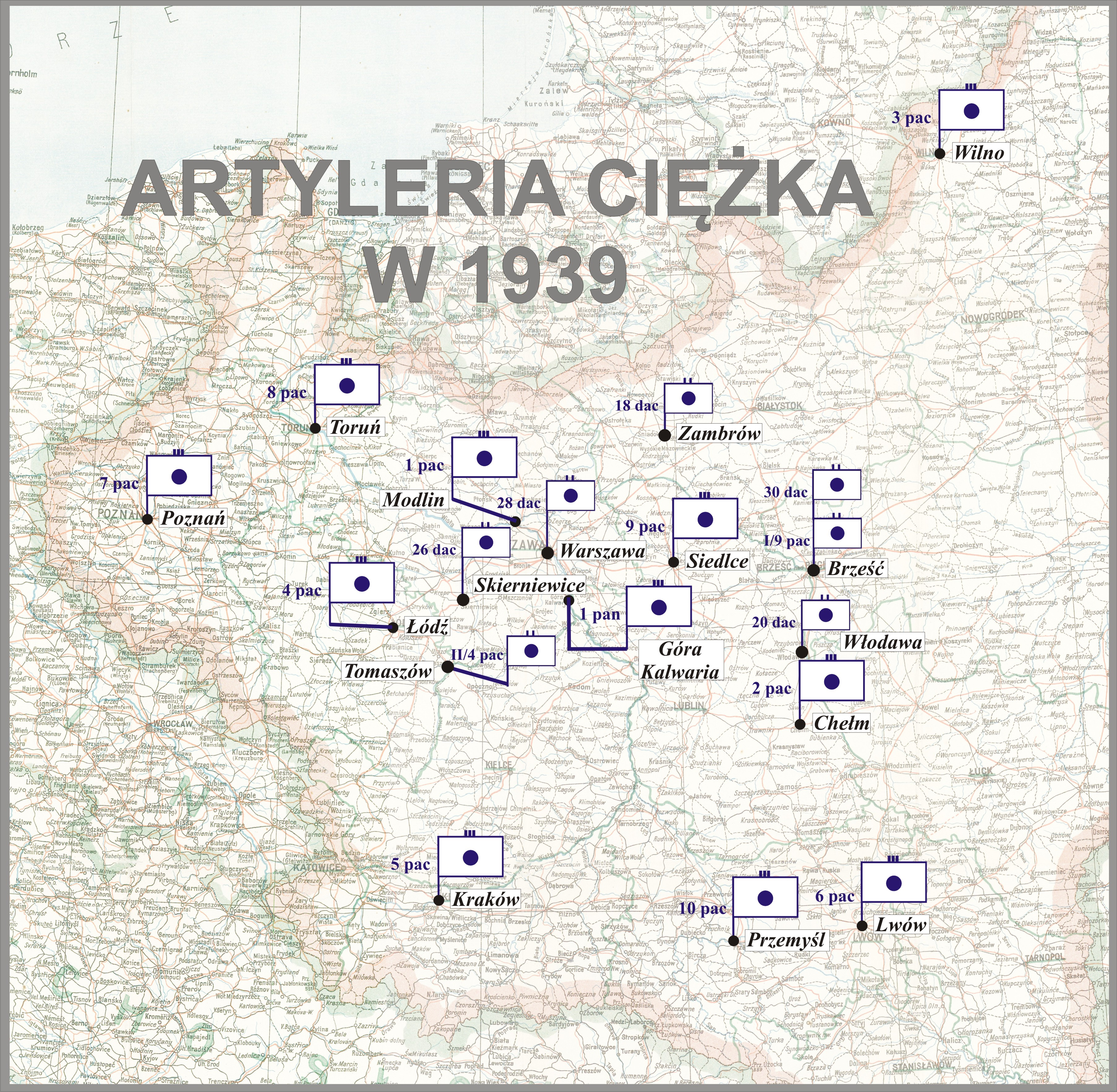
Artyleria ciężka w 1939 przed wybuchem II wojny światowej

18 dywizjon artylerii ciężkiej (18 dac) – pododdział artylerii ciężkiej Wojska Polskiego.

## Formowanie dywizjonu
Dywizjon został sformowany na podstawie rozkazu MSWojsk. L.dz.4439/org.Tjn. z 29 lipca 1937 roku (początek formowania 1 września 1937) przez 3 pułk artylerii ciężkiej z Wilna i 9 pułk artylerii ciężkiej z Włodawy, jako samodzielna organiczna jednostka artylerii 18 Dywizji Piechoty. W marcu 1939 roku stacjonował w Zambrowie.
Od 9 lipca 2025 dziedzictwo tradycji 18 dac przejęła i z honorem kultywuje 18 Brygada Artylerii w Nowej Dębie.

## 18 dac w kampanii wrześniowej

### Mobilizacja
Zgodnie z uzupełnionym planem mobilizacyjnym „W” komendant Mazowieckiej Szkoły Podchorążych Rezerwy Artylerii w Zambrowie był odpowiedzialny za przygotowanie i przeprowadzenie mobilizacji 18 dywizjonu artylerii ciężkiej. Dywizjon był mobilizowany w oparciu o pokojowy 18 dac, w mobilizacji alarmowej, w grupie jednostek oznaczonych kolorem „niebieskim”. Dywizjon miał osiągnąć gotowość w ciągu 42 godzin od rozpoczęcia mobilizacji (A+42).
23 sierpnia 1939 została zarządzona mobilizacja wszystkich jednostek kolorowych na obszarze Okręgu Korpusu Nr I. Godzinę „A” wyznaczono na godz, 6.00 24 sierpnia. Tego dnia rozpoczęła się mobilizacja dywizjonu.
Na uzbrojeniu dywizjonu znajdowały się 105 mm armaty wz. 1929 i 155 mm haubice wz. 1917 oraz karabinki wz. 1898, lekkie karabiny maszynowe wz. 08/15, szable kawaleryjskie typu niemieckiego i maski pgaz. wz. 1932.
Po osiągnięciu gotowości bojowej, dywizjon wyruszył w pas obrony 18 Dywizji Piechoty, w rejon Łomży i Nowogrodu.

### Działania bojowe
Od świtu 31 sierpnia 1939 znajdował się na stanowiskach ogniowych, na głównej pozycji obronnej 18 DP, w ugrupowaniu 33 pułku piechoty. Do 4 września nie nawiązał kontaktu ogniowego z nieprzyjacielem. Na rozkaz gen. bryg. Młot-Fijałkowskiego przegrupował się w rejon Ostrołęki celem wsparcia 42 pułku piechoty. Dywizjon marszem nocnym osiągnął Ostrołękę o świcie 5 września i zajął stanowiska ogniowe obok Dzbenina i Kamianki. Zmieniająca się sytuacja taktyczna wymusiła zmianę rozkazów. W nocy z 5/6 września oddział wymaszerował do kolejnego rejonu. Baterie miały zająć stanowiska ogniowe na zachód od m. Borawe. 6 września baterie dywizjonu kilkakrotnie bombardowane były przez Luftwaffe. Wieczorem 7 września 18 dac maszerował z 71 pułkiem piechoty do rejonu Cisk–Żabin. Tu wspierać miał uderzenie pułku piechoty na Goworowo. Około północy kontratak na korzyść 33 DP (rez.), został odwołany. Dywizjon powrócił do rejonu m. Borawe. 8 września ppłk Władysław Brzozowski otrzymał rozkaz odejścia z linii Narwi. Wieczorem tego dnia 1 bateria ostrzelała ogniem armat kal. 105 mm zgrupowanie Niemców w Goworowie. Po wykonaniu zadania ogniowego, dołączyła do kolumny dywizjonu, który maszerował w ugrupowaniu 71 pułku piechoty po drodze: Czarnowiec-Rzekuń–Susk–Janochy–Grucele–Opęchowo–Kleczkowo. Rano 9 września dywizjon przekroczył rzekę Ruż. Baterie zajęły SO na północnym skraju lasu Kamienowo po obu stronach drogi Żyźniewo–Zawady. Tu odtworzona została zdolność bojowa jednostki, uzupełniono amunicję ze składu w Żyźniewie, nakarmiono ludzi i konie.
9 września oddziały niemieckie zajęły Jakać, co stanowiło zagrożenie dla lewego skrzydła 18 Dywizji Piechoty. Dowódca dywizji zdecydował wykonać uderzenie na tę miejscowość. Dywizjon otrzymał zadanie: z dotychczasowych stanowisk ogniowych położyć ogień na czoło kolumn nieprzyjacielskich w rejonie Tyszki i Jakać, a następnie przenieść ogień w centrum ugrupowania przeciwnika w rejonie parceli leśnej Gostery. Sygnałem dla piechoty miało być otwarcie ognia przez 18 dac. 10 września o 3:30 nastąpiło uderzenie ogniowe. Salwy spadły na wyciągniętą kolumnę DPanc „Kempf”, w miejscowościach Jakać Dworna i Jakać Starą Gostyry i Niedbory, powodując duże straty i wywołując panikę. Wykorzystując zamieszanie 71 pp wyrzucił nieprzyjaciela za rzekę Ruż. Dywizja Pancerna „Kempf” poniosła w tym boju duże straty osobowe, w pojazdach, zdobyto 5 czołgów i 8 dział. Po porażce Niemcy wprowadzili do walki lotnictwo. Około 17:00 pododdziały dywizjony zostały zbombardowane. Poległ 1 żołnierz, 1 został ranny. 
Po zmroku ruszono w kierunku Zambrowa. Do straży przedniej przydzielono działon z 1 baterii do obrony przed czołgami. Dywizjon maszerował w ugrupowaniu 71 pp. O świcie 11 września 18 dac zajął stanowiska ogniowe w rejonie Tabądzia i od 6:00 wspierał ogniem lII/71 pp atakujący wzdłuż drogi Zakrzewo Stare–Pruszki Jabłoń. Natarcie załamało się. Około 10:00 rozpoczął się kolejny polski atak I i III batalionów 71 pp, 1 bateria 18 dac wspierała III/71 pp niszcząc punkt oporu wroga na wzg. 133, punkt obserwacyjny na wieży kościoła w Zambrowie. 2 bateria haubic wspierała I/71 pp, kładąc celny ogień na drogi wylotowe do miasta, dowódca 2 baterii kierując ogniem dotarł do północnych granic miasta wraz ze wspieranym batalionem. Około godz.14:00 kontratak niemiecki zmusił polskie oddziały do wycofania się. W związku z niepowodzeniem ataku około 16:00 na naradę do dowódcy 18 DP został wezwany ppłk Brzozowski. Podczas jego nieobecności uderzenie Niemców bezpośrednio zagroziło stanowiskom ogniowym artylerii. Dopiero kontratak piechoty zażegnał niebezpieczeństwo. O 19.00 dywizjon wyruszył z Zakrzewa Starego do lasku na południowy zachód od m. Srebrny Borek.
Mimo nękającego ognia niemieckiej artylerii i ostrzału patroli niemieckich o świcie 12 września osiągnął nakazany rejon. Z nowych stanowisk ogniowych miał działać bateriami na korzyść 71. i 42 pułk piechoty. O 9:00 wspierał atak na Andrzejewo prowadzony osobiście przez dowódcę 18 Dywizji Piechoty - płk. Kosseckiego. Atak nie uzyskał powodzenia, a dowódca dywizji został ciężko ranny. Dowództwo dywizji przejął płk Hertel, a 18 dac przegrupował się na nowe stanowiska. 1 bateria armat stanęła ok. 800 m na północ od Łętownicy, 2 bateria haubic zaś - ok. 200 m za stodołami środkowej części Łętownicy. Płk Hertel zdecydował się na natarcie. Około 14:30 baterie otworzyły ogień. Początkowo zanotowano sukcesy na poszczególnych odcinkach ataku. Jednak nieprzyjacielski kontratak zatrzymał polskich piechurów. Walka ze zmiennym szczęściem trwała do 17:00. Wyczerpywała się amunicja. W tym czasie nieprzyjaciel idąc z północy, zajął Paproć Dużą i wyszedł na tyły oraz bok prawego skrzydła dywizji. Zebrany odwód dywizji ze wsparciem haubic 2 baterii odrzucił wroga na pozycje wyjściowe. Wojska walczyły w okrążeniu. W tym samym czasie na stanowiska ogniowe 1 baterii spadła celna salwa artylerii niemieckiej, rozbita została jedna armata, eksplodowała amunicja, poległ kpt. Wilczewski i kilku żołnierzy, wielu zostało rannych. Około 18.00 Niemcy uderzyli z m. Srebrna i wyszli na tyły stanowisk ogniowych 1 baterii. Po krótkiej walce 1 bateria armat, kolumna amunicyjna i tabory 18 dac zostały zniszczone. Do walczących kanonierów 2 baterii dołączyli żołnierze z innych oddziałów 18 Dywizji Piechoty. Pozwoliło to zatrzymać Niemców i uratować haubice. Około 22:00 pozostałości 18 DP uderzyły na wroga celem wyjścia z okrążenia. Jednak silny ogień Niemców zatrzymał przebijające się oddziały. W tej sytuacji ppłk Brzozowski zawrócił 2 baterię do Łętownicy. Tu, na rozkaz płk. Hertla, zniszczono sprzęt i działa. Wszyscy otrzymali polecenie przebijania się na własną rękę. 18 dac został rozwiązany. 13 września większość żołnierzy dywizjonu dostała się do niewoli niemieckiej.

## Organizacja i obsada personalna w 1939
Obsada personalna w marcu 1939
- dowódca – ppłk art. Władysław Brzozowski
- oficer zwiadowczy – kpt. art. Szczepan Henryk Malinowski
- dowódca plutonu łączności – kpt. art. Tadeusz Maziarz[b]
- zastępca dowódcy szkoły podoficerskiej – por. art. Teofan Taras Czerniawski
- dowódca plutonu – por. art. Jan Doboszyński
- dowódca 1 baterii – kpt. art. Mieczysław Wilczewski
- oficer ogniowy – por. art. Kazimierz Rzaniak
- dowódca 2 baterii – kpt. art. Mikołaj Linsenbarth
- oficer ogniowy – ppor. art. Marian Romuald Tatarczuk

Organizacja i obsada personalna dywizjonu we wrześniu 1939
- dowódca dywizjonu – ppłk art. Władysław Brzozowski
- adiutant dywizjonu – kpt. art. Szczepan Henryk Malinowski[c]
- oficer zwiadowczy – por. art. Kazimierz Rzaniak †28 V 1944 jako kpt. „Garda”[12]
- oficer łączności – por. art. Stefan Czerniawski
- lekarz – ppor. lek. rez. dr Leon Sadowski
- dowódca 1 baterii – kpt. art. Mieczysław Wilczewski[d] †12 IX 1939 Łętownica[12]
- dowódca 2 baterii – kpt. art. Tadeusz Maziarz[e]